# Миролюбовский сельский совет (Нововоронцовский район)
Миролюбовский сельский совет (укр. Миролюбівська сільська рада) — входит в состав
Нижнесерогозского района
Херсонской области
Украины.
Административный центр сельского совета находится в 
с. Миролюбовка
.

## История
- 1918 — дата образования.

## Населённые пункты совета
- с. Миролюбовка
- с. Трудолюбовка